# Rafał Murawski
Rafał Murawski (* 9. Oktober 1981 in Malbork, Polen) ist ein ehemaliger polnischer Fußballspieler.

## Vereinskarriere
Murawski begann seine Profikarriere 2000 bei Arka Gdynia in der dritten polnischen Liga. 2002 stieg er mit Arka Gdynia in die zweite Liga auf und spielte vier Saisons in der zweiten Liga. 2004 wurde er vom Erstligisten Amica Wronki verpflichtet. Hier hat er sich auf Anhieb einen Stammplatz erkämpft. 2006 wechselte er dann zu Lech Posen, wo er dann den endgültigen Durchbruch schaffte und immer einer der besten Mittelfeldspieler der Ekstraklasa war. Am 28. Juni 2009 unterschrieb er einen Dreijahresvertrag beim russischen Meister Rubin Kasan. Gleich in seiner ersten Saison wurde er mit Rubin Russischer Meister. Zur Winterpause 2010/11 kehrte Murawski nach Posen zurück. In den folgenden drei Jahren absolvierte er 79 Ligaspiele für Lech Posen und erzielte sieben Tore. In der Saison 2013/14 verlor er dann seinen Stammplatz und spielte teilweise nur für die Reservemannschaft. Ende Februar 2014 unterschrieb er einen 2,5-Jahres-Vertrag mit dem Ligakonkurrenten Pogoń Stettin, wo er mit der Nummer 6 spielen wird.

## Nationalmannschaft
In der Polnischen Nationalmannschaft debütierte Rafał Murawski am 15. November 2006 beim EM-Qualifikationsspiel gegen Belgien (1:0-Sieg für Polen). Bislang bestritt er 46 Länderspiele und schoss dabei ein Tor (beim 2:2 gegen Serbien). Er wurde recht überraschend vom polnischen Nationaltrainer Leo Beenhakker für die Europameisterschaft 2008 in Österreich und der Schweiz nominiert, wo er zwei Spiele für Polen absolvierte. Murawski stand auch vier Jahre später im Kader für die Europameisterschaft 2012 in Polen und der Ukraine. Dort kam er zu drei Einsätzen.

## Erfolge
- Russischer Meister: 2009
- Polnischer Pokalsieger: 2009
- EM-Teilnahme: 2008 (2 Einsätze)
- EM-Teilnahme: 2012 (3 Einsätze)